# Telefoncentralen PASTs bygning i Łódź
Telefoncentralen PASTs bygning i Łódź (polsk Budynek centrali telefonicznej PAST) ligger ved Tadeusz Kościuszkos allé 12. 
PAST (Polska Akcyjna Spółka Telefoniczna, "Det polske telefonaktieselskab") ble grundlagt i 1926 af det polske skattevæsen og det svenske firma Cedergren. Før 1914 bestyrede dette firma telefonnettet i Warszawa. Telefonaktieselskabet fik 10 år til at udbygge telefonnetværket i Warszawa, Łódź og omegn. Selskabets bygning i Łódź blev tegnet af arkitekten Józef Kaban, og blev rejst i årene 1927-1928. 
Bygningens facade er opdelt af buede pilastrer som ender i diamantformede kapiteler. Motiverne i frontelevationen omfatter blandt andet rombeformer (i dørene) og støbejernslanterner i art deco. I 1929 åbnede PAST Polens første automatiske telefoncentraler her, og senere også landets første prototypiske apparatur til fjernvalg af telefonnumrene til abonnenter i Warszawa. Centralen blev lukket i 1983. Den var en de længst uafbrudte virkende centraler af denne type i verden.
51°46′7.47″N 19°27′12.34″Ø / 51.7687417°N 19.4534278°Ø